# 무도회의 수첩
《무도회의 수첩》(Un Carnet De Bal, Dance Of Life)는 프랑스에서 제작된 줄리앙 뒤비비에르 감독의 1937년 영화이다. 아리 보르 등이 주연으로 출연하였다.

## 출연

### 주연
- 아리 보르
- 마리 벨

### 조연
- 피에르 블랑샤르
- 페르난델
- 루이 주베
- 라이무
- 프랑소와 로제이
- 모리스 버나드
- 실비